# Растоке
Растоке су насељено мјесто града Слуња, на Кордуну, Карловачка жупанија, Република Хрватска.

## Географија
Растоке се налазе око 1 км сјеверно од Слуња.

## Историја
Растоке су се од распада Југославије до августа 1995. године налазиле у Републици Српској Крајини.

## Становништво
Према попису становништва из 2011. године, насеље Растоке је имало 50 становника.
| Демографија | Демографија | Демографија |
| Година      | Становника  | Становника  |
| ----------- | ----------- | ----------- |
| 1981.       | 0           |             |
| 1991.       | 0           |             |
| 2001.       | 65          |             |
| 2011.       |             | 50          |

## Галерија
- Растоке зими
- Панорама Растока
- Водопад, Растоке
- Водопад, улијева се у ријеку Корану
- Водопад ријеке Слуњчице